# 艾莎 (迪士尼)
Elsa（中文:艾莎）是迪士尼影業第53部經典動畫長片，以及其續集《冰雪奇緣2》（第58部）的女主角，配音員是百老匯女星兼歌手伊迪娜·曼佐，片頭8歲與12歲時期的配音則分別由愛娃·貝拉（Eva Bella）與史賓賽·萊西·甘納斯（Spencer Lacey Ganus）擔任，角色創造者為該片兩位導演克里斯·巴克及珍妮佛·李。
艾莎的角色原型是丹麥童話作家安徒生筆下的冰雪女王，而迪士尼版本將之設定為北歐虛構王國「艾倫戴爾」（Arendelle）的長公主、王位繼承人、以及二公主安娜的姊姊，擁有與生俱來的冰雪魔力，但卻在自己的加冕典禮當晚不慎將國家籠罩在嚴冬之下。在2013年上映的《冰雪奇緣》中，艾莎從小就一直壓抑自己的冰雪魔法，害怕傷害到身邊的人。之後她逃離王國，決定讓自己從長年的壓抑和恐懼中徹底解放。而2019年上映的《冰雪奇緣2》則以艾莎的魔法來源及歸屬作為主軸，讓艾莎的個性和走向更加鮮明。故事最後講述艾莎得知自己擁有冰雪的魔力是處在風、火、水、土四靈之間，作為它們的中央核心。艾莎決定留在魔法森林成為了女王，而將王國皇位傳給妹妹安娜。最後與安娜在人界與魔法森林各自成為橋梁的兩端，彼此掌管父親與母親的國度。
冰雪女王在安徒生原著中是略帶有反派色彩的人物，曾因為各種因素而難以創造成動畫角色。包括華特·迪士尼在內的數位製片人都曾试图改編出《冰雪女王》的動畫版本，但均遭遇瓶頸，被迫擱置或放棄。巴克和珍妮佛·李最後決定將冰雪女王改編為安娜的姊姊，而解決了這道難題，也把艾莎改编成一位受到誤解而令人同情的角色。
《冰雪奇緣》於2013年上映後，艾莎一角獲得了許多觀眾的喜愛，其在片中呈現的複雜性格亦讓她人氣上升。伊迪娜·曼佐的配音表現獲得如潮好評，特别是她為艾莎的片中主題曲《放開手》（Let It Go）獻唱時的表現，讓許多評論稱讚她的唱功「電力四射」。
而在《冰雪奇緣2》當中，主題曲「Into the unknown」更是朗朗上口，傳染力更為眾所皆知。

## 角色

### 初始構思
將安徒生童話《冰雪女王》改編成動畫長片的想法，早在1943年時就由華特·迪士尼本人付諸行動了。原著中有兩位主角——歌爾達（Gerda）和凱伊（Kai），前者是安娜的角色原型，而凱伊則因為一塊魔鏡碎片刺入心臟，受了詛咒而變得冷酷，並且被冰雪女王擄去。然而，迪士尼在著手替冰雪女王創造出可信的、多面向的改編版角色時卻遇到了極大困難。安徒生在原著中對冰雪女王的描繪是「一位身穿白色紗服的女子，看起來像是由數百萬片燦爛耀眼的雪花織成。她外貌豔美，但由閃爍的冰所組成，雖然她富有生氣，雙眼像星星一樣明亮，不過目光中不帶一絲祥和及安寧」，這使迪士尼無法讓冰雪女王顯得真實，最後也放棄了製片計畫。
繼華特·迪士尼後，多位動畫界人士投入了冰雪女王的製作計畫，當中包括保羅與蓋坦·布里兹兄弟、迪克·宗達格（Dick Zondag）、及戴夫·高兹（Dave Goetz）等。2011年，導演克里斯·巴克也著手進行改編計畫，並同樣在冰雪女王的部分遇到了挑戰。製片人彼得·德維寇解釋說這樣的難處主要在於冰雪女王的孤立性、不與其他人有人際關聯，因此難以在片中陳述其動機和想法。在經歷了數次更動後，編劇組中有成員建議將冰雪女王設定為安娜的姊姊。德維寇又說：「一旦我們了解這些角色是姐妹、並且有親手足之情後，一切都大為不同了」。
此後，定名為「艾莎」的冰雪女王依然設定成反派人物，迪士尼在2013年5月時替《冰雪奇緣》發表的簡介如下：
當安娜受其鐵石心腸的疏遠姊姊——冰雪女王詛咒之後，她唯一能破解魔咒的方法就是通過一處環境嚴苛的冰原、從驚險的旅程中存活下來。在一位粗獷山民、一隻馴鹿和一位倒楣雪人的伴隨下，安娜必須分秒必爭地克服所有挑戰，一旦試圖溶化自己結凍的心時，還得對抗來勢洶洶的雪人大軍。
初版手稿裡包含了更多由艾莎下手實施的阻擾行動，包括蓄意讓王國深陷恆冬之中，而且就如同安徒生原著的冰雪女王利用冰晶當兵器一樣，她也替自己創造了一支雪人部隊。後來在正片中引入的丑角——雪寶（Olaf），此時只是一位由艾莎創造的小尺寸雪人，因為不夠有威脅性而被她拋棄。然而，這版的劇情在短短兩個月後又被換掉，新版本中強調艾莎是失去了對自己能力的掌控，才會釀成寒災，而雪寶也修正為唯一一位由艾莎創造的雪人，並且扮演了象徵兩姊妹兒時歲月的角色。最終版本裡，艾莎又塑造了一隻巨型雪怪「棉花糖」（Marshmallow）、賦予力量使其擔任護衛。根據導演珍妮佛·李的說法，艾莎這個角色後來變得更像是冰雪女王與凱伊的綜合體，對她的可憐之處添加了更多描寫。德維寇補充道：「有些時候艾莎會作出壞人之舉，但因為你能從她渴望自我防衛的心理來了解背後的緣由，所以她總會激起你的共鳴」。

### 配音

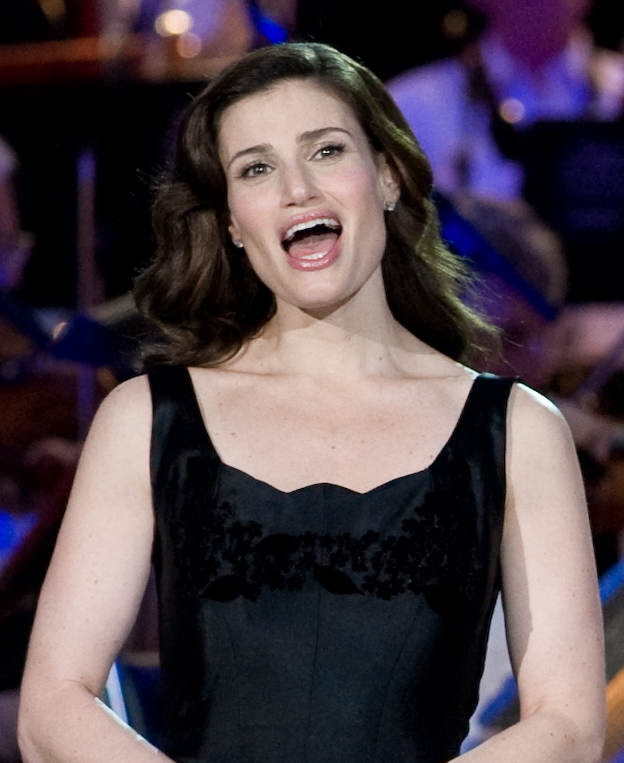
伊迪娜·曼佐是艾莎的配音者，同時也擔當了歌唱的部分。

愛娃·貝拉與史賓賽·萊西·甘納斯分別負責替8歲和12歲時期的艾莎配音。雖然女星梅根·莫拉莉原先預計要配音成年以後的艾莎，但她最後仍離開了《冰雪奇緣》的配音陣容。接著，曾在音樂劇《女巫前傳》和電影《曼哈頓奇緣》中兩度飾演巫婆的伊迪娜·曼佐接下了莫拉莉的任務，而她在加入之前即已認識安娜的配音者——克莉絲汀·貝爾。曼佐曾經參與2010年迪士尼動畫《魔髮奇緣》的主角配音員甄試，儘管她最後沒有入選，但選角導演留下了她在甄試時演唱的錄音，之後還將音樂檔交給《冰雪奇緣》的製作群。當曼佐之後獲邀參與本片的試鏡時便大為吃驚，而且在一次大聲朗誦台詞之後，就獲得了艾莎的演出機會。曼佐在接受訪問時提到了自己與艾莎、以及自己與她在《女巫前傳》中飾演過的綠巫婆艾法芭（Elphaba）之間的一些相似之處，她說兩個角色均身懷強大魔力、而且都是飽受誤解的人物。曼佐也說自己因為過去曾有對同學隱藏自己唱歌天份的經驗，而能對艾莎這角色感同身受。她進一步解釋道：「我不是想要與任何人疏遠。如果每個人都坐在車上跟著唱瑪丹娜的歌，我不會一起加入，因為我以前會害怕這麼做是在秀技巧或炫耀才華，但實際上我們正該擁有這些東西來讓自己有與眾不同之處」。
導演巴克深信曼佐的聲音將能對艾莎的角色描繪大有裨益，他說：「伊迪娜的聲音中帶有一絲脆弱的特質，她扮演的是個剛強、但又時時生活在恐懼之中的角色，所以我們需要能將這兩個面向都詮釋出來的人選，而伊迪娜的表現很令人驚艷」。實際上，曼佐在動畫配音的領域並不是老手，也需要僅憑自己的聲音來呈現角色的感情，不過她在上陣時並未碰到太大的挑戰。曼佐在錄音時能夠以嗓音「演戲」，用數種語調的串連來詮釋艾莎的情緒變化。舉例來說，她在飾演無畏的艾莎與憤怒的艾莎時，會想在兩種場合的聲音中增加差別，甚至是在電影前段的配音中，飾演艾莎「害怕到不敢移動、就怕自己的力量會迸發出來害到別人」的時候，會克制自己的肢體擺動。
製片期間，曼佐與採冰人阿克（Kristoff）的配音者強納森·葛洛夫曾至動畫工作室與各自的角色動畫師見面，對他們解釋自己如何詮釋角色。動畫師詢問曼佐的歌唱方式，並仔細觀察她錄音時的呼吸，以使艾莎在片中唱歌的樣子也能顯得更加逼真。此外，曼佐的聲音亦替艾莎在片中最重要的曲子《放開手》製造了靈感。根據配樂作曲師勞勃·羅培茲的說法，曼佐的音域可以把艾莎「低落、脆弱的那一面」及她自我解放的那一刻都清楚傳達出來。曼佐則表示唱這首歌是「榮幸」、自己也很享受錄唱時的過程。她說「這是數股力量相會時的激盪：角色本身、她唱的歌和她的經歷、優美的歌詞和旋律、以及一點點的我」。曼佐和貝爾兩人的配音相當搭配協調，讓巴克與李相當驚訝。在某次桌邊念稿時，兩人反覆對唱一首歌謠、並注入了濃厚感情，據說讓在場的每個人都噙著淚水聆聽。在這段插曲之後，李特別要求曼佐和貝爾，希望她們替艾莎和安娜的重點情感橋段配音時，能一起到同一個錄音室裡進行。

### 角色設定
當伊迪娜·曼佐擔當了艾莎的配音工作後，她的角色設定又經歷了數次修正。根據曼佐的說法，一開始的艾莎是個全然的反派角色，但後來卻變成了一個比較柔弱，而且面向很多的人物，她進一步將艾莎形容為「極度的複雜、並且飽受外界誤會」。導演珍妮佛·李指出艾莎從片頭開始都大大地受到恐懼所驅使，曼佐則加以補充，說艾莎同時也在與那種讓自己成為「一位強大、魔力無窮的非凡女子」的潛能搏鬥著。監製人約翰·拉薩特在製片過程中變得「對艾莎保護有加」，並堅持要將她描繪得更加討喜並讓人同情。2013年7月，迪士尼發布了片中各主要角色的劇照及人物簡介，當中對艾莎的描述如下：
從外表上，艾莎看起來泰然自若、端莊高貴且寡言少語，但她其實一直活在恐懼裡，使勁隱藏一項天大秘密——她生下來就具有創造冰雪的力量。這種能力很美、但也極度危險。幼時差點讓魔力害死妹妹安娜的回憶一直纏著艾莎，讓她孤立自己，清醒的每一刻都要壓抑這股與日俱增的力量。陣陣情緒觸發了魔力，意外地讓整個王國被永恆之冬籠罩，而她已無力解決這種情況。艾莎擔心自己會變成怪物，而且已經沒有人——包括妹妹——能夠幫她。

艾莎在高唱《放開手》時，解放了自己一直壓抑的魔力。

製作群將艾莎高唱《放開手》的橋段視為角色轉變的關鍵之處，她在此時選擇拋下使用魔力的恐懼。角色設計總監比爾·史瓦布（Bill Schwab）表示「這首歌出來之前的艾莎不輕易吐露內心情感，頭髮盤得中規中矩，一切都很完美。而在唱了這首歌後，她讓自己可以做自己，而且一切都變了....她終於自由了，尽管也已孤獨一人了」。動畫師透過外貌的改變來呈現此一蛻變，來自台灣、替艾莎進行3D造型設計的動畫師林余姿（Vicky Lin）亦在專訪中指出「艾莎是片中前後造型變化最大的角色，她從壓抑、保守變成後來釋放壓力、讓魔力得到展示，從內到外都變了一個人。艾莎逃離皇宮前穿深綠、深紫色的王袍……而之後她不僅將頭髮散開，也換成一身銀色、藍色的長紗裙，從普通公主變成了冰雪女王。此外她的頭髮也從之前的香檳色變成了近似白雪般的淺金色」。曼佐則說艾莎在接受了自己的能力之後，變得「煥然一新」，並接著表示「我不得不說她對迪士尼而言是個很性感的角色——他們發揮得有點超越極致了！但她的眼神中已流露出光采，走起路來也像個超級名模。當個金髮女郎對我來說也很有趣，因為我在現實中就不是」。
實際上，在原始的設定中，製作團隊將《放開手》安排為艾莎開始變邪惡的一幕。與妻子克莉絲汀·安德森-羅培茲一起創作這首曲子的勞勃·羅培茲解釋道：「當時的艾莎正要從那位一輩子都試著要維繫品格的完美公主，變得可以放聲說『管他的，我要做自己』了」，兩人想要以這首歌讓觀眾能更好地理解艾莎，以及理解當她不再恐懼地活著時，所會變成的模樣，而這最後的結果就是令她變得更複雜。最終版的歌詞和曼佐「從柔弱纖細猛然轉變為能量充沛的歌聲」的功力逆轉了劇情，並讓艾莎變為一個更正派的角色。一開始的她試圖凌駕自己的魔力以免傷人，尤其是像兒時傷到安娜那樣，而一旦她為了保護週邊的人而自行離開王國之後，她就不需要再這麼做了。總編劇保羅·布利格（Paul Briggs）說艾莎讓自己的秘密曝露在大庭廣眾之下後，最需要的是安娜的支持，他說「家人之間的親情讓整個故事能如此強而有力。因為正是親姊妹能夠不顧她的魔力，也會在必要時挺身擋在她與全世界之間」。

艾莎的初期概念設計稿，當時的她是個設計得比較黑暗的角色。

當艾莎確定要從奸角扶正為主角以後，她的外觀也要再進行改造。原先的艾莎就像典型的迪士尼反派一樣，皮膚比較泛青，而且頭髮是黑的。根據動畫師克萊兒·基恩（Claire Keane）在《冰雪奇緣》上映數個月後公布的初期設計稿圖，當時的艾莎參考了英國歌手的造型，擁有一頭高聳的藍色蓬髮、低沉而有磁性的嗓音，情緒波動無常。拉薩特也在這改變過程中施加了影響，讓艾莎的最終版外觀變得更柔化，尤其是讓她變成金髮女子，但這頭秀髮也動畫師們難以設計。美術總監邁可·吉亞莫（Michael Giaimo）表示當動畫團隊定出了數項策略來打造艾莎的頭髮時，拉薩特會敦促他們繼續改善，並說「這樣還不夠理想啦，我們希望人們能覺得這頭秀髮是項美麗宣言啊」。之後研發了一套稱為「護髮」（Tonic）的新型動畫程式來進行這項任務，最後艾莎的頭髮總共需要40萬根3D髮絲。與之相比，《魔髮奇緣》裡的樂佩在製作時只用到了2萬7千根。

#### 冰魔法

艾莎的冰宮在電影後半段變得比原先幽暗、並多出許多參差不齊的冰柱，將她內心的情緒具現化。

由於艾莎在片頭登場時還只是個小女孩，因此動畫師希望她一開始時釋出的魔力也能反映其天真無邪的心智，包括讓她造出來的第一片雪花上只有簡單的結晶圖案。艾莎成年之後，她的雪花也變得更加錯綜複雜。特效總監馬龍·威斯特（Marlon West）說明道：「當艾莎終於釋放、和開始真正地擁有自己的魔力後，我們希望她變出來的冰雪能傳達出一個印象，也就是她已經長大，變成了一位漂亮、優雅而有自信的年輕女子」。
艾莎在唱著《放開手》時造出來的冰宮，在安排中是用以描繪出她那已經成熟茁壯的力量，以及「表現她對世界的感覺」。這座宮殿在一開始美麗而明亮，但在艾莎發現國家因為她而陷入冰封、以及自己已經遭到譴責及追捕之後，內心的動搖也讓整個冰宮變得更黑暗、更扭曲，牆上也生出許多尖銳的冰錐。拉薩特建議動畫師們在繪製冰宮時，實地將雪花做為建築結構和內外裝飾的參考，例如以大量雪花作為基材的宮殿會變成六邊形。拉薩特也希望艾莎建造冰宮的方法能更受雪花上的結晶樣式影響，另一位特效總監戴爾·梅達（Dale Mayeda）說：「雪花是半空中成形的微小冰晶，而且當溫度與濕度有所變化時，它們就會開始向外分出、固定，形塑成圖案。」「（拉薩特）曾說『各位，當艾莎蓋冰宮時，若是能讓城堡從稀薄空氣中建構成形的話，將會非常令人讚嘆的——它就這樣擴張定形、不斷的擴張定形』」。
艾莎蓋冰宮的大戲總共投入了50位動畫師，每個畫面都要耗費30個小時成像，之後他們還將類似的技術用到艾莎的服裝上。有別於影片前段採用挪威傳統民間藝術「樂斯梅林」替艾莎設計的衣服，她造完冰宮後換上的天藍色冰袍則是與宮殿的樣式搭配，外觀上也深受雪花影響，事實上她的披肩本身就是片大雪花。

## 觀後心得

### 評價
艾莎一角因為呈現了多面、並有所演變的性格而受到影評界稱讚。娛樂網的麥特·郭德堡（Matt Goldberg）將艾莎評論為「一位不凡而又惹人憐愛的角色」，《印度第一郵報》的迪潘加納·帕爾（Deepanjana Pal）對於《冰雪奇緣》將艾莎重新改為正派角色的做法表示讚賞，並指出「艾莎不是像古怪、狠毒的『冰雪女王』那種壞心又冷酷的女性，她是一位身陷困境的恐慌姑娘，想要試著了解自己的能力、而且承受著外界期待和傳統的重擔。別人很容易就能同情她，並且在她蓋出壯觀的宮殿時對她的魔力感到驚奇」。紐西蘭新聞網Stuff.co.nz的詹姆斯·克魯特（James Croot）將艾莎在忍辱下的自我流放比作《獅子王》裡辛巴被逐出的遭遇，《華爾街內幕》（Wall St. Cheat Sheet）的評論員凱瑟琳·韋伯（Katherine Webb）則表示艾莎拾起自信和個性的橋段「向那些替自己尋找公主當榜樣的小女孩們傳達了一項振奮人心的訊息」。
愛荷華州《雪松瀑布時報》（Cedar Falls Times）的崔維茲·賓恩（Travis Bean）認為冰魔力這項艾莎所屬的「個人特質」讓她有了自我意識、以及將自己孤立到王國遠方以免傷人的無私之心，而這讓低年齡層的觀眾更能對《冰雪奇緣》的劇情產生領會。波士頓學院學生報《頂峰報》的影評麥德蓮娜·拉克威茲（Magdalena Lachowicz）指出艾莎與安娜的血肉之情是整部片中最重要的元素，而這點也是獲得《紐約時報》影評史帝芬·霍登（Stephen Holden）喜愛之處，他認為姊妹對彼此的愛才能「融化艾莎那顆飽受驚嚇的冰封之心」，而不是男女之間的愛情。華盛頓特區《基督郵報》的艾瑪·昆斯（Emma Koonse）認為艾莎與安娜這對姊妹是「目前迪士尼最可愛也最有魅力的角色」。
另有數位影評家在評論中表示艾莎比貴為首要角色的安娜更富有趣味。菲律賓ABS-CBN媒體公司的作家佛烈德·郝生（Fred Hawson）將艾莎形容為「一位非凡的角色，並因為自身所具的能力而擁有獨特而富趣的經歷」，並認為《冰雪奇緣》應該多著墨於她，而不是安娜。巴基斯坦《論壇快報》的薩姆拉·穆斯林（Samra Muslim）認為艾莎的存在才讓觀眾能對該片如此「著迷成癮」，並指出「她的個性是如此複雜和令人憐惜，值得做更深入的探索，但劇情卻花了更多時間在兩姐妹間的關係、安娜這位活潑迷人的典型迪士尼女角——及她的約會對象上面，而不是分給充滿魅力的艾莎」 。
然而，也有評論對艾莎的外型提出負面批判，《倫敦標準晚報》的夏綠蒂·歐蘇利文（Charlotte O'Sullivan）表示艾莎「很像選秀節目《X音素》中那些尖刻的評委，紫色眼影、瘦腰和小腳」，《衛報》的安娜·史密斯（Anna Smith）也表示自己不喜歡讓艾莎和安娜畫得像傳統迪士尼公主一樣，身材纖細、眼睛又過大。

#### 《放開手》
伊迪娜·曼佐也因為擔任艾莎的配唱而獲得許多讚譽，英國影評網的阿蒙·瓦曼（Amon Warmann）表示曼佐的嗓音「在這些歌謠中完美地遨翔」，許多評論家尤其集中於她在《放開手》一曲中的表現，《娛樂周刊》的馬克·史奈提格（Marc Snetiker）將這首艾莎在決定不再畏懼自己的力量時，所唱出的歌形容為「一首出色的解放頌曲」，許多評論紛紛以「電力四射」稱讚這一幕的曼佐，《多倫多星報》的琳達·巴納德（Linda Barnard）於評論中指出「在曼佐的強力歌喉之下，冰錐也會破碎成粉」。
《羅徹斯特城市報》的麥特·狄特拉克（Matt DeTruck）寫道「曼佐實在功不可沒，她在歌唱中注入了最多的力道和激情，如同她飾演其最有名的角色時一樣」。《愛爾蘭時報》的唐納德·克拉克（Donald Clark）補充說「艾莎到冰河的出逃旅程催生了一首曲子，以充滿反抗精神的歌聲唱出了自立...《放開手》的兩段副歌後面都以一句略帶狡黠的『從不畏懼臣服冰霜風雪』結尾。女孩，好樣的」。《牛津學生報》的納辛·艾索（Nasim Asl）進一步寫道「曼佐藉《放開手》一曲的表演而在片中嶄露頭角，她那《女巫前傳》式的引吭高歌與冰宮平地起的非凡畫面搭配得相當完美，這確實展示出了迪士尼動畫的威力，而且兩者結合之後的歌曲，在所有動畫角色唱過的曲子當中也可視為有史以來最氣勢磅礡的一首」。

### 獲獎
2013年12月，艾莎和安娜均經女性電影記者聯盟提名為最佳動畫女角，但數週後只有安娜入選。儘管如此，艾莎仍在2013年度（第12屆）視覺效果協會獎中奪得「最佳動畫長片動畫角色」獎，她建出的冰宮獲頒該協會的「最佳動畫長片環境設計」獎、其召喚的暴風則拿下「最佳動畫長片模擬動畫效果」獎。而艾莎唱的主題曲《放開手》則獲頒第86屆奧斯卡金像獎、鳳凰城影評人協會獎、丹佛影評人協會獎的「最佳原創歌曲」獎，和第19屆評論家選擇獎的「最佳歌曲」獎，此外也獲第71屆金球獎、第18屆衛星獎和休士頓影評人協會獎列入提名。

## 登場

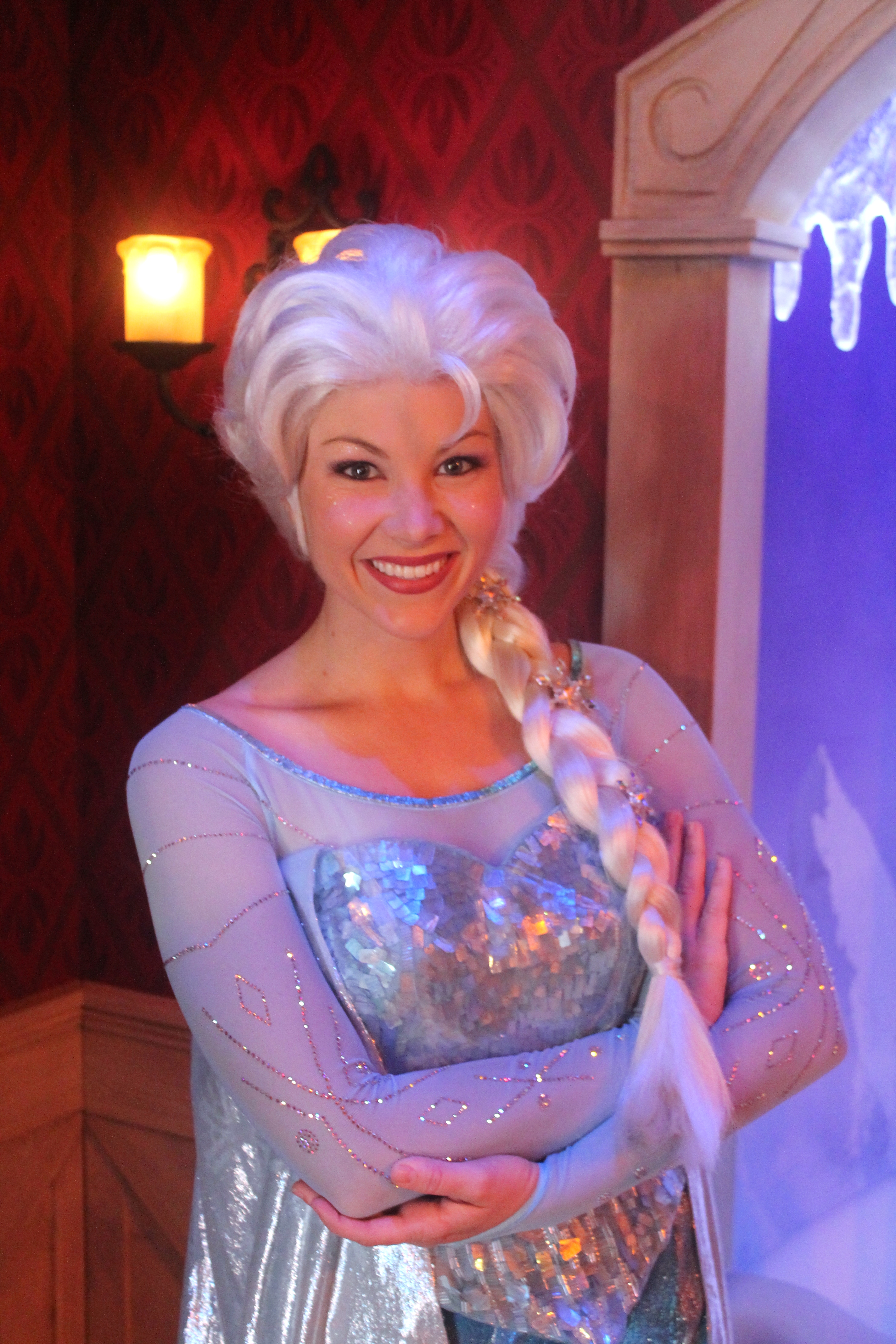
迪士尼樂園內由真人扮演的艾莎

### 相關商品
艾莎與安娜都準備由迪士尼官方正式列入迪士尼公主的行列中，並且以少女為目標客群發行了玩具、影音光碟、電玩遊戲及服裝等週邊商品。2013年12月，迪士尼開始推出艾莎及安娜的音樂玩偶，會播放兩人在片中唱的曲子。此外，也將電影情節編成簡化版的兒童故事書，包括了一版有聲書和一版名為《姊妹情深》（A Sister More Like Me）、由《冰雪奇緣》視覺研發動畫家布蘭妮·李（Brittney Lee）所畫的繪本。在動作冒險遊戲「迪士尼無限世界」裡的艾莎和安娜都是玩家可操控角色。

### 主題樂園
在《冰雪奇緣》上映前的11月，佛羅里達迪士尼和加州迪士尼兩座主題樂園裡開始出現了由真人扮演、與遊客互動的的艾莎與安娜。佛州迪士尼園方也在艾波卡特主題樂園區裡的挪威館設立了遊憩景點，以表彰片中所用到的挪威文化元素，而加州迪士尼則在幻想世界裡設置一座冬季主題屋。巴黎迪士尼樂園則在「魔幻遊行」（Disney Magic on Parade）中各替艾莎、安娜和雪寶安排了一輛《冰雪奇緣》主題花車。
艾莎所唱的《放開手》在迪士尼加州冒險樂園舉辦的、長達30分鐘的晚間秀「冬之夢」（Winter Dreams）中成為重點表演曲目，該項活動是冬季主題版本的「色彩世界」，內容以展示迪士尼動畫或電影的音樂和聲光表演為主。巴黎迪士尼的夜間表演「迪士尼之夢！」中也排入了艾莎的《放開手》，佛州迪士尼內的神奇王國也將類似的活動配在「慶祝神奇」表演秀中，在艾莎唱歌之時還播放《冰雪奇緣》中的片段影像。